# Layamon
Layamon (engl. ˈlaɪ.əmən, mittelenglisch: ˈlaɣamon) war ein Dichter des frühen 13. Jahrhunderts. Sein Versroman Brut (entstanden zwischen ca. 1200 und ca. 1215) ist eine Geschichte Englands, geschrieben in 16.120 alliterierenden Langzeilen in mittelenglischer Sprache. Er behandelt die sagenhafte Geschichte Britanniens von Brutus’ Ankunft nach dem Untergang Trojas über die Geschichte von König Artus und seiner Tafelrunde, seinen Sieg über die Römer in Frankreich, die angelsächsische Landnahme und die Vertreibung der Briten nach Wales bis zum Tode Cædwallas (689), des letzten Königs der Briten. Damit stellt er die erste Bearbeitung des Artusstoffes in englischer Sprache dar.
Überliefert ist der Text in zwei Handschriften des 13. Jahrhunderts, von denen Cotton Caligula A IX die verlässlichere ist. Obwohl er auf dem Roman de Brut von Wace in normannischem Französisch beruht, ist Layamons Versroman bemerkenswert für seinen Reichtum an angelsächsischem Vokabular. Stil und Erzähltechnik verwandeln die höfische französische Vorlage in eine heroisierende und archaisierende, an altenglische Traditionen angelehnte Erzählung. Alles Normannische lehnt der Dichter ab; das Magische erscheint ihm wichtiger als die höfischen Umgangsformen.
Layamon beschreibt sich selbst als Priester, der in Ernley (heute Arley Regis) bei Bewdley in Worcestershire lebt und zahlreiche Reisen unternommen hat. Mit seinem Werk trug er maßgeblich zur Wiederbelebung der englischen Schriftsprache auf der Basis der Umgangssprache und damit zur Kontinuität einer gemeinsamen keltisch-britischen und angelsächsischen Kultur bei, die von den Normannen unterdrückt wurde. Sein Gedicht lieferte die Vorlage für spätere Schriftsteller, Thomas Malory eingeschlossen.